# Edmund, Earl of Rutland
Edmund, Earl of Rutland (* 17. Mai 1443 in Rouen; † 30. Dezember 1460 bei Wakefield) war der dritte Sohn (davon der zweite überlebende) von Richard Plantagenet, 3. Herzog von York, und dessen Frau Cecily Neville. Er war der jüngere Bruder des späteren Königs Edward IV. und der ältere Bruder von George, dem späteren Duke of Clarence, und von Richard, der  Duke of Gloucester wurde und als Richard III. ebenfalls König.
Edmund wuchs gemeinsam mit seinem ein Jahr älteren Bruder Eduard auf und wurde in dem Bewusstsein erzogen, dass dem Haus York der Platz der führenden Familie im Königreich zustand, aber aufgrund diverser Feindschaften nicht eingenommen werden konnte. Die Krankheit Heinrichs VI. sowie der Konflikt des Vaters mit Margarete von Anjou und ihrem Vertrauten Edmund Beaufort, Herzog von Somerset, führten 1455 in die Rosenkriege, in deren Folge York nach und nach nicht nur die führende Rolle im Reich einforderte, sondern 1460 auch den Thron selbst.
Edmund nahm 1459 als 16-Jähriger erstmals bei Ludlow an einer Schlacht teil, doch endete diese durch Verrat mit einer fast unkontrollierten Flucht der Yorkisten. Edmund versuchte danach, sich das Leben zu nehmen, doch er verletzte sich nur schwer. Er ging mit seinem Vater ins irische Exil, wo sie sich auf eine starke Hausmacht Yorks stützen konnten. 1460 kehrte er gemeinsam mit seinem Vater nach England zurück und erlebte, wie sein Vater am 10. Oktober den Anspruch auf den Thron öffentlich bekundete.
Königin Margarete und die ihr verbundene Hofpartei organisierten den Widerstand des Hauses Lancaster, während ihr Mann Heinrich VI. York zu seinem Nachfolger ernannte. Im Dezember 1460 zogen York und Edmund dem Heer der Königin entgegen und wurden bei Sandal Castle am 21. Dezember von überlegenen Truppen überrascht. Eine vereinbarte Waffenruhe über die Weihnachtsfeiertage wurde vonseiten der Lancasteranhänger am 30. Dezember gebrochen, als eine Abteilung Yorkisten Lebensmittel akquirierte. York und Edmund eilten den bedrängten Soldaten zur Hilfe, und es kam zur Schlacht von Wakefield, in der die vollkommen überraschten Yorkisten von den Lancasters vernichtend geschlagen werden. York fiel, Edmund wurde gefangen genommen und auf Befehl Lord Cliffords sofort exekutiert. Einige Erzählungen besagen, Clifford habe Edmund eigenhändig umgebracht, um so den Tod seines Vaters fünf Jahre zuvor in der ersten Schlacht von St Albans (an der Edmund aber nicht beteiligt war) zu rächen. Edmunds Kopf wurde wie der seines Vaters und dessen Schwagers Richard Neville, dem Grafen von Salisbury, in York am Mickelgate-Tor auf Pfählen zur Schau gestellt.
Edmund hat in Shakespeares Heinrich VI. einen kurzen Auftritt, in dem er nach der Schlacht um sein Leben fleht und dann von Clifford getötet wird. Diese Szene entspricht nicht der historischen Wahrheit, da Shakespeare Edmund inkorrekt als kleines Kind darstellt.
Edmund war nicht verheiratet und hinterließ keine Nachkommen.